# Asapharcha crateropa
Asapharcha crateropa är en fjärilsart som beskrevs av Edward Meyrick 1930. Asapharcha crateropa ingår i släktet Asapharcha och familjen stävmalar. Inga underarter finns listade i Catalogue of Life.